# Гантс Квори (Алабама)
Гантс Квори (енгл. Gantts Quarry) напуштени је град у америчкој савезној држави Алабама. По попису становништва из 2000. у њему је живело 0 становника.

## Демографија
Град је 1998. имао 7 становника, од којих је један био градоначелник, пет су били чланови градског већа а један је био градски клерк. На попису из 2000. није било ниједног становника.
| Група             | 2000.  | 2010.  |
| Белци             | 0 (.%) | . (.%) |
| Афроамериканци    | 0 (.%) | . (.%) |
| Азијати           | 0 (.%) | . (.%) |
| Хиспаноамериканци | 0 (.%) | . (.%) |
| Укупно            | 0      | .      |